# よふかしイエロー
よふかしイエローは、松竹芸能に所属する日本のお笑いコンビ。

## 経歴・受賞歴
- 2012年1月、コンビ結成
- 2013年　新人お笑い尼崎大賞　奨励賞
- 第4回　関西演芸しゃべくり話芸大賞　本選出場
- 2016年　ytv漫才新人賞選考会　出演
- 1995年 - 永田さとしジャニーズの選考待ち（過去2回）※母親も選考待ち

## メンバー
永田 さとし（ながた さとし）
- 本名：永田 諭史（読み同じ）。
- 生年月日：1984年7月17日
- 出身地：兵庫県神戸市
- 血液型：O型
- 身長：175cm
- 体重：55kg

- 以前のコンビは松本健一と組んでいた「モンロー」
- 永田は仕事飛ばす（過去1回のみ）その時起きてすぐタバコ吸った
- ナイキが好き
- 名古屋でも噂になるほどのイケメン
- 名前は「諭史」が読みにくいため平仮名表記の「さとし」にした
- 北海道日本ハムファイターズファン
- ジャニーズ好き（特にSixTONES・Aぇ!groupファン）
- MARVEL好き
- 牛乳大好き
- 2020年（令和2年）2月22日に結婚を発表した

- 2021年（令和3年）第一子誕生
- Aぇ!groupのコンサートの当落発表を外で確認し落選して落ち込んでいたが、顔を上げると偶然Aぇ!groupの正門良規に会う

- 買い物中、同じ店で偶然なにわ男子の藤原丈一郎に会う
- 2024年（令和6年）第二子誕生

のぶそう けいた
- 本名：信宗 啓太（読み同じ）。
- 生年月日：1981年6月19日
- 出身地：広島県尾道市
- 血液型：A型
- 身長：165cm
- 体重：50kg
- 『日立 世界・ふしぎ発見!』（TBSテレビ）の「ミステリーハンター」に対する憧れから、芸能界入りを志す。
- 龍谷大学の学生時代に落語研究会で活動。福島暢啓（毎日放送アナウンサー）が後輩に当たる縁で、福島がパーソナリティを務めるMBSラジオの番組（『福島のぶひろの、どうぞお構いなく。』や『次は〜新福島!』シリーズ）に、2017年度からレギュラーで出演している。信宗自身は、「（龍谷大学落語研究会OBとしての）コネ100パーセント」でのレギュラー起用であることを、放送中に繰り返し公言。しかし、実際には毎日放送から松竹芸能へのオファーがきっかけでレギュラー出演に至ったことが、『どうぞお構いなく。』の最終回（2020年3月21日未明放送分）で福島から信宗へ初めて明かされた。ちなみに、福島からは放送上、先輩らしからぬ言動や行動をしきりにたしなめられている。
- 以前のコンビは槇野伸威と組んでいた「チャイニーズストーリー」
- 特技：三味線
- よくスマホ無くしてあたふたしている
- 酒癖がめちゃくちゃ悪いため、よく永田に謝ってもらっている
- ユニクロとGUにしか行かない
- 非常に運が悪く、両肩に鳩のフンを落とされた後、恵方巻きを食べてる最中に原付を盗まれた、その後ヤンキー仕様になって返ってきた。
- 賽銭箱に5円玉を3回投げたら3回弾かれた
- 破れた服でウロウロしているところを目撃された（2019年6月25日）
- ピタTシャツはNG
- アルバイトで勤務していた店（書店など）が、次々と閉店に追い込まれていく
- 正義感が強い
- ネタはあまり考えるのは得意ではない
- R-1出場経験有り（その時ストレスでドクターストップがかかるくらい追い込まれる）
- 納豆好き
- 100人以上観客がいると、緊張する

## 芸風・概要
- 信宗、女の子とコンビ解散したあと、永田のツッコミが欲しくて略奪した
- 女の子（元トマトマート）が遊び相手に本気なったと怒った
- 信宗は、元相方のお母さんの家を借りてた
- 永田の初めて買ったCDはTOKIOの・・・
- 信宗の初めて買ったCDは、THE BOOMのアルバム
- お互い毎年、誕生日プレゼント渡し合う仲である

## 出演

### テレビ
- ぽじポジたまご（KBS京都）
- 連続テレビ小説「おちょやん」（NHK大阪放送局制作）
- 連続テレビ小説「舞いあがれ!」（NHK大阪放送局制作）

### ラジオ
- 福島のぶひろの、どうぞお構いなく。（MBSラジオ）信宗のみ
- 次は～新福島!シリーズ（MBSラジオ、2017年度からナイターオフ期間限定で生放送）
  - シリーズの放送が2020年度で終了してからも、毎年1月1日に編成されている『福島のぶひろのおめでとう日本!』（長時間の生放送による新春特別番組）を含めて信宗のみ出演。
- AFTERNOON 787 水曜担当（さくらFM、水曜 13:10-15:00）永田のみ
- よふかしイエローのピースチューズデー（さくらFMにて毎月第二火曜日放送）